# Thomas Childs
Thomas Childs (Pittsfield, Massachusetts, 16 de marzo de 1796 - Florida, 8 de octubre de 1856) fue un militar de los Estados Unidos que sirvió en el ejército durante la primera intervención estadounidense en México. 

## Carrera militar
Fue gobernador militar de Puebla durante la ocupación de esta ciudad en tanto se realizaba el asalto final a la Ciudad de México y defendió su guarnición en el sitio de Puebla de 1847. Hijo y nieto de veteranos de la independencia, se graduó de la academia militar de West Point en 1814 y combatió en la campaña de Nicaragua durante la guerra de 1812 como oficial de artillería. 

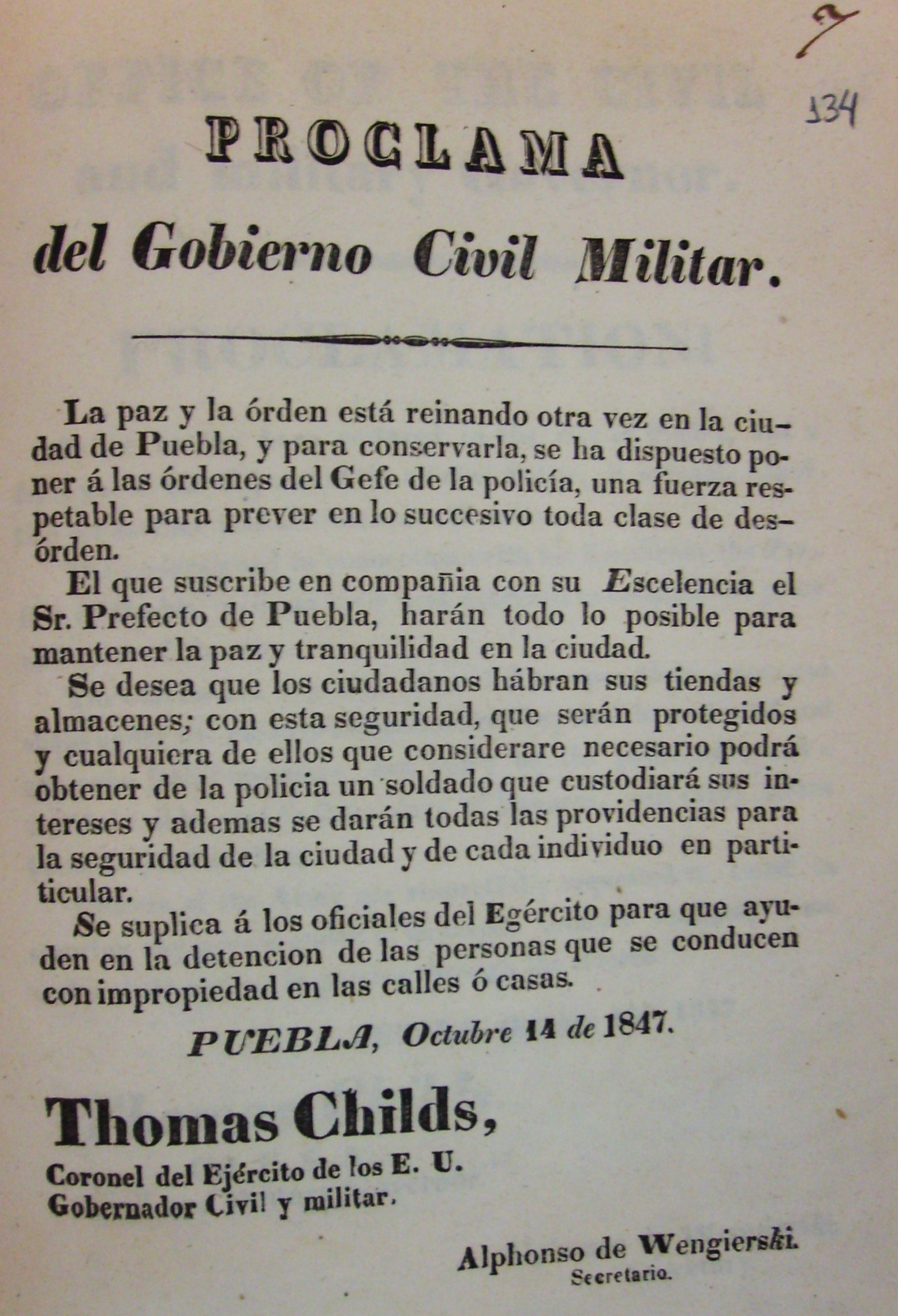

Posteriormente fue enviado a Florida, donde luchó contra los indios durante las guerras Seminolas. Por sus servicios distinguidos fue promovido al grado de teniente coronel en 1841. Enviado a Texas, tuvo a su cargo un batallón de artillería que dirigió durante las batallas de Palo Alto y la Resaca de la Palma. Fue ascendido a coronel por estas dos batallas. En la batalla de Monterrey, el general William J. Worth le encomendó una columna de artillería e infantería. Atacó exitosamente el Cerro del Obispado al oeste de la ciudad, fue integrado con el resto de su división a las fuerzas del general Winfield Scott y ahí fue jefe del Estado Mayor del general Worth durante el asedio al Puerto de Veracruz. 
Después de la Batalla de Cerro Gordo, Scott designó a Childs gobernador militar de Jalapa, y una vez que Scott se dirigió al Valle de México, Childs fue nombrado gobernador militar de Puebla, y mantuvo esta posición durante la batalla por conquistar la Ciudad de México. Un día antes de que la Ciudad de México se rindiera, la guarnición de Childs fue sometida a un asedio por la guerrilla mexicana auxiliada por el ejército, la cual fue rechazada repetidas veces hasta que recibió refuerzos del general Joseph Lane que las enfiló y derrotó. Por esta acción Childs fue promovido a brigadier general. 
Tras la guerra fue designado comandante del Fuerte McHenry en el Puerto de Baltimore y posteriormente estuvo a cargo de las operaciones militares en Florida, donde murió en los cuarteles de Fort Brook el 8 de octubre de 1853.